# Scapanoclypeus cornutus
Scapanoclypeus cornutus är en skalbaggsart som beskrevs av Evans 1987. Scapanoclypeus cornutus ingår i släktet Scapanoclypeus och familjen Melolonthidae. Inga underarter finns listade i Catalogue of Life.